# Arrowhead Stadium

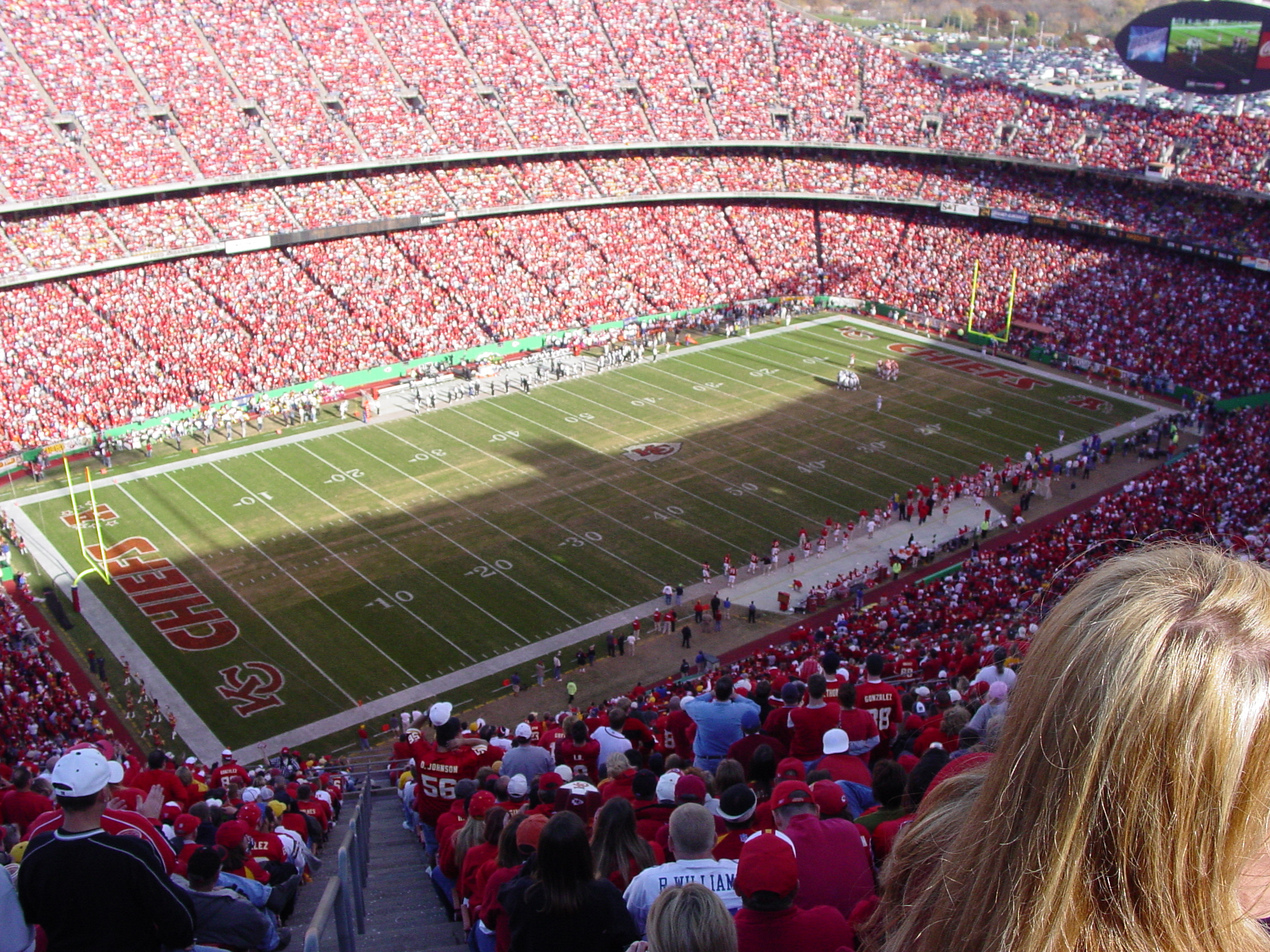
Stadion podczas meczu futbolowego

Arrowhead Stadium – wielofunkcyjny stadion w mieście Kansas City (Missouri) w Stanach Zjednoczonych. Używany jest jako stadion futbolu amerykańskiego. Swoje mecze rozgrywa na nim drużyna Kansas City Chiefs. Stadion może pomieścić 79 451 widzów. Koszt budowy obiektu wyniósł 102 milionów dolarów. Pierwszy mecz został rozegrany 12 sierpnia 1972.